# Thomas l'imposteur
Thomas l'imposteur è un film del 1965 diretto da Georges Franju.